# Reserva territorial Kugapakori, Nahua, Nanti y otros
La Reserva Territorial Kugapakori, Nahua, Nanti y otros, también denominado como RTKNN, es un área de protección para pueblos indígenas en Perú. Fue creada el 14 de febrero de 1990 mediante la resolución ministerial n.º 0046-90-AG/DGRAAR. Tiene una superficie de 443 887 ha. Abarca territorio de los distritos de Megantoni y Echarati, en la provincia de La Convención (Cusco) y del distrito de Sepahua en la provincia de Atalaya (Ucayali). 
Durante la exploración y explotación del Lote 88 del Proyecto Camisea donde surgieron vulneración a los derechos de los pueblos en aislamiento y contacto inicial ; el estado peruano dicto  medidas a favor de los pueblos indígenas en aislamiento y en contacto inicial de la RTKNN reconociendo su existencia y delimitado los ámbitos donde habitan . 
Fue creada a finales del primer gobierno de Alan García en 1990, por las constantes incursiones de madereros ilegales a la zona. En cuanto a los límites, por el sur limita con el Santuario nacional de Megantoni, al Este con el Parque nacional del Manu, al Oeste con comunidades nativas de la cuenca del Bajo Urubamba, y al Norte con dos concesiones forestales con fines maderables. En cuanto a la situación de aislamiento en que se encuentran los pueblos o segmentos de éstos no reflejan un estado originario. Más bien, es el reflejo de eventos y procesos históricos que los forzaron a evitar el contacto con otras agrupaciones indígenas y los agentes foráneos. En su mayor parte, estos eventos están ligados al ciclo de extracción cauchera que ocurrió entre 1870 y 1920, el que desplazó a centenares de trabajadores y patrones hacia todos los rincones de los bosques amazónicos en busca de mano de obra indígena y de zonas de concentración de árboles de caucho y de jebe.
En 2016 se inició la implementación del Plan de Protección de la Reserva Territorial Kugapakori, Nahua, Nanti y otros, desde las sedes en Pucallpa y Cusco.
En 2020 la pandemia de COVID-19 se registró seis casos entre los indígenas no contactados voluntariamente de la RTKMM, específicamente en el poblado nahua Santa Rosa de Serjalí.

## Pueblos originarios
El área protege a los pueblos indígenas machiguenga o matsiguenka, nahua y otro grupo no identificado.